# Sektion für die sozialistische Bebauung nach dem Staatsplan der RSFSR

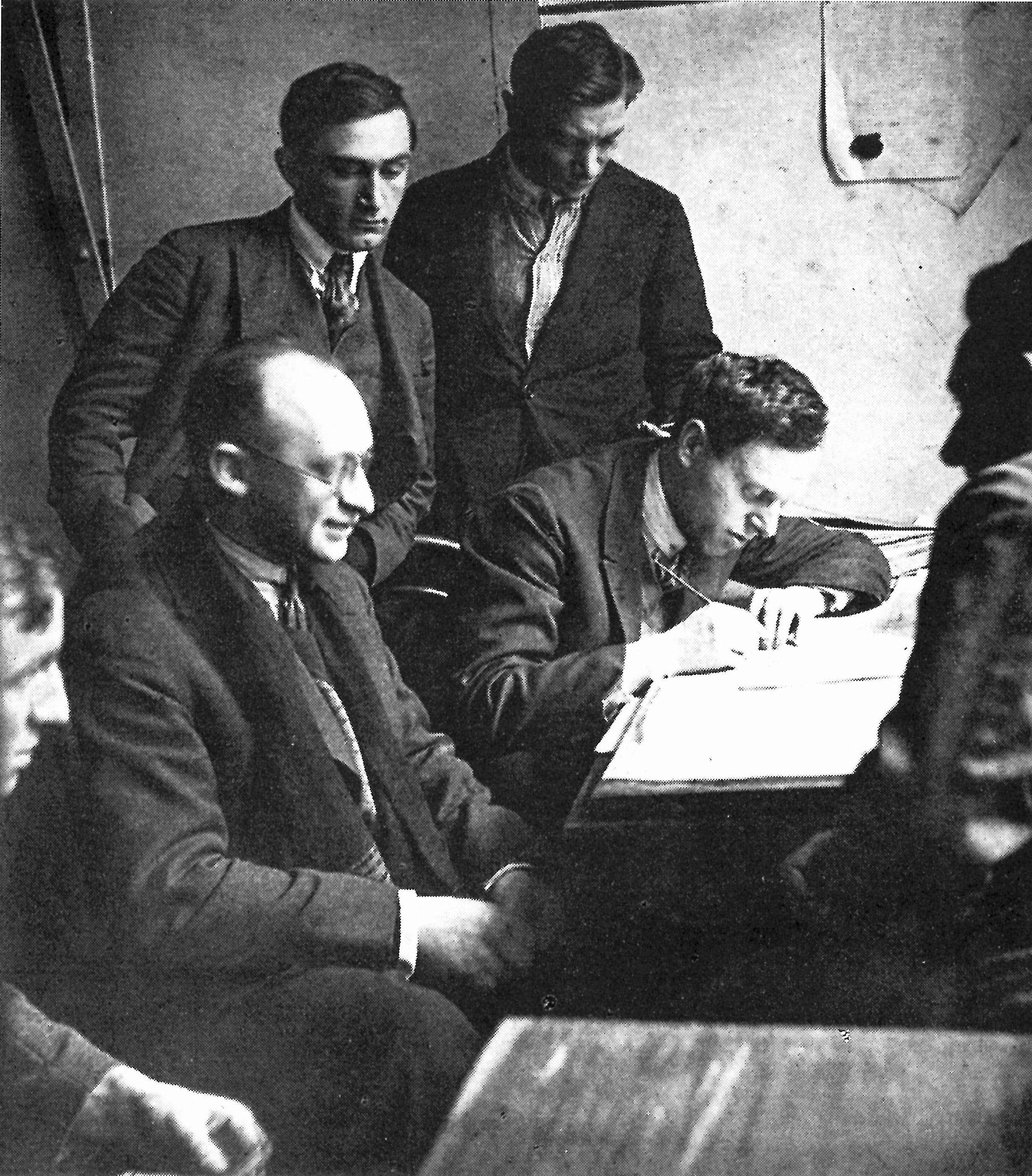
Von links nach rechts; stehend: G. Sawinow, A. Pasternak, sitzend: K. Afanasjew, M. Ginsburg, M. Barschtsch, N. Sokolow

Die Sektion für die sozialistische Bebauung nach dem Staatsplan der RSFSR beschäftigte sich unter der Leitung Moissei Ginsburgs und Michail Ochitowitsch in den Jahren 1929 bis 1930 mit verschiedenen städtebaulichen Fragen und schuf eine Reihe von Plänen und Entwürfen für Typenbauten und Städte. Weitere Mitglieder waren Michail Barschtsch, Wjacheslaw Wladimirow, Georgi Sundblat, Ignati Milinis, Alexander Pasternak, Nikolai Sokolow, G. Sawinow sowie Kirill Afanasjew. Die Entwürfe sind dem Desurbanismus zuzuschreiben und dessen wichtigste Beispiele.
Die Sektion schuf ein Grundschema einer neuen Siedlungsweise sowie die unverwirklichten Entwürfe für zwei Städte: Magnitogorsk und Seljony Gorod (Grüne Stadt).
Nach der Auflösung der Sektion wurden die Ideen von Moissei Ginsburg mit einer Gruppe von Architekten für das Projekt für die Siedlungsweise im Tschernikower Industriegebiet in Baschkortostan weiterentwickelt, jedoch auch hier nicht umgesetzt.

## Projekte

### Grundschema der Besiedlung
Wesentliches Element der städtebaulichen Ideen der Sektion war die Aufhebung des Unterschiedes zwischen Stadt und Land, den auch Marx gefordert hat. Die theoretische Grundlage der Ideen geht auf Michail Ochitowitsch zurück, wie der ganze Desurbanismus. Er sah die Stadt durch die neuen Möglichkeiten des Verkehrs nicht mehr als notwendig an. Stattdessen sollte einer dezentralisierten Siedlungsweise aus Bandstädten der Vorzug gegeben werden. Dabei breiten sich sowohl die Wohneinheiten als auch die Industrien linear aus, sodass ein möglichst kurzer Weg zum Arbeitsplatz besteht. Die Wohneinheiten sollten vorgefertigt und demontierbar sein. Die Versorgung sollte über ein Netz von Dienstleistungseinrichtungen gewährleistet werden.
Für dieses Grundschema wurden verschiedene Entwürfe und Pläne angefertigt.

### Magnitogorsk (1930)
Der Plan für Magnitogorsk wurde 1930 von Michail Ochitowitsch, Michail Barschtsch, Wjacheslaw Wladimirow und Nikolai Sokolow ausgearbeitet. Das Projekt besteht in der konkreten Neuanlage einer Stadt in einer industriell relevanten Lage. Es wurde der Versuch unternommen, Industriebetriebe, Erzlager, Zulieferindustrie und Landwirtschaft in ein einheitliches System zu fassen.
Der Plan sah acht Hauptsiedlungsbänder von durchschnittlich 25 Kilometern Länge vor, die miteinander verbunden waren. Jedes Siedlungsband hatte ein Kulturzentrum mit Klubs, Kultur- und Erholungsparks. Zudem gab es einen zentralen Kulturpark und ein gemeinsames Verwaltungs- und gesellschaftliches Zentrum.
Der Plan blieb unverwirklicht. Magnitogorsk wurde stattdessen von Ernst May und seinem Stab gebaut.

### Seljony Gorod (1930)
1930 wurde ein Wettbewerb für einen neuen Stadtbezirk als Vorort von Moskau ausgeschrieben. Seljony Gorod (deutsch: Grüne Stadt) sollte eine „Stadt der Erholung“ werden.

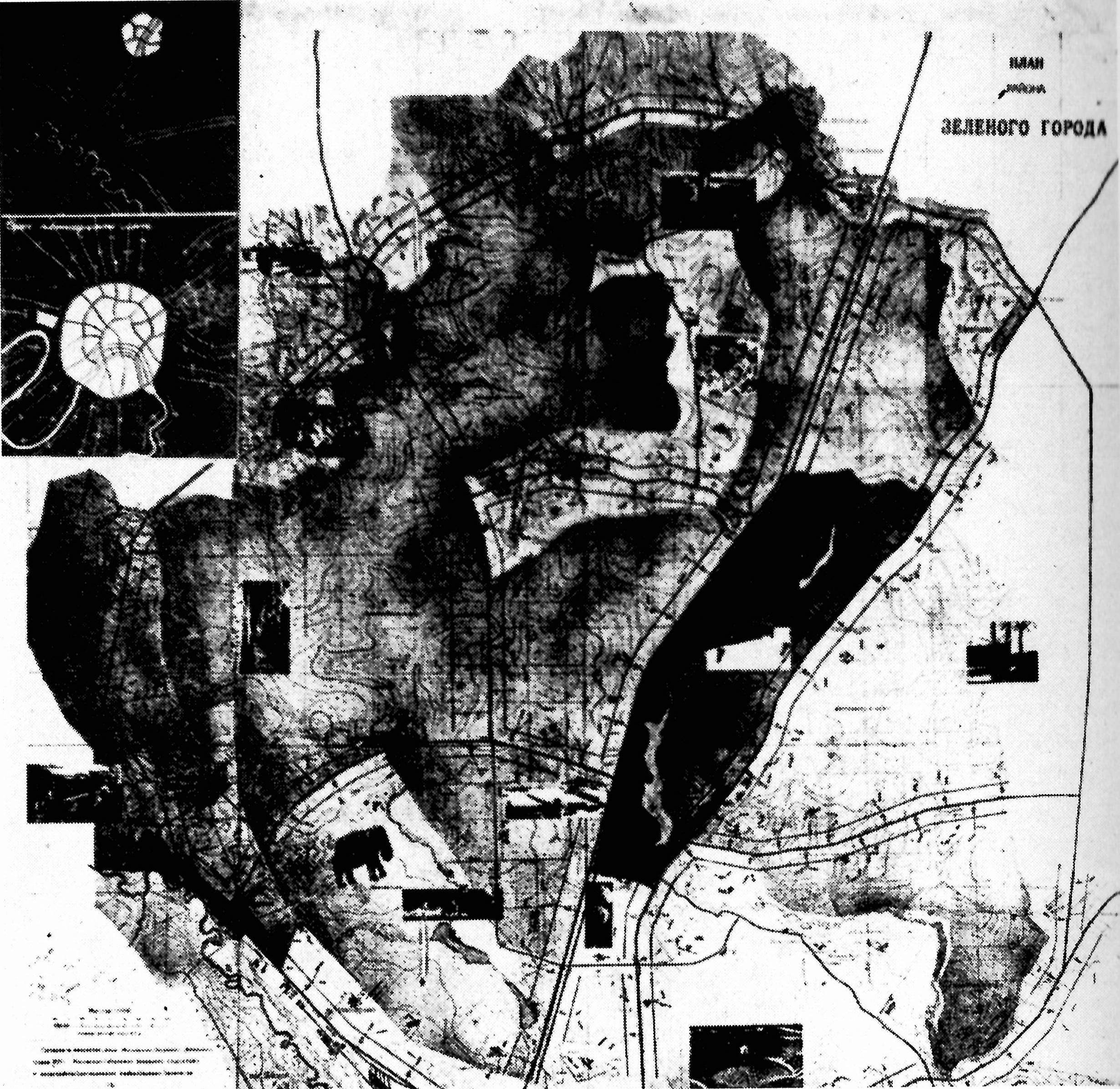
Generalplan
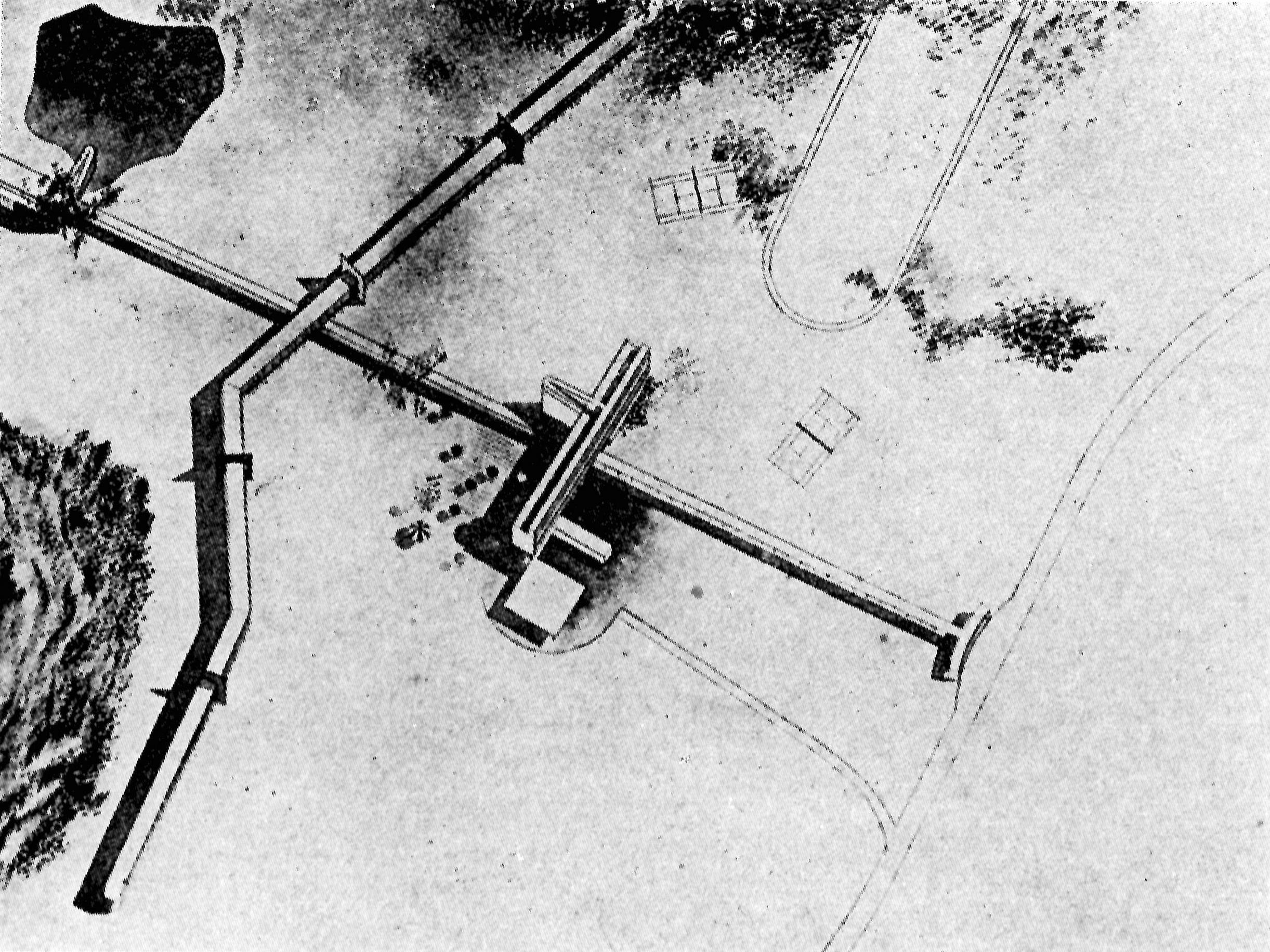
Ausschnitte der Ansiedlung (Axonometrie)
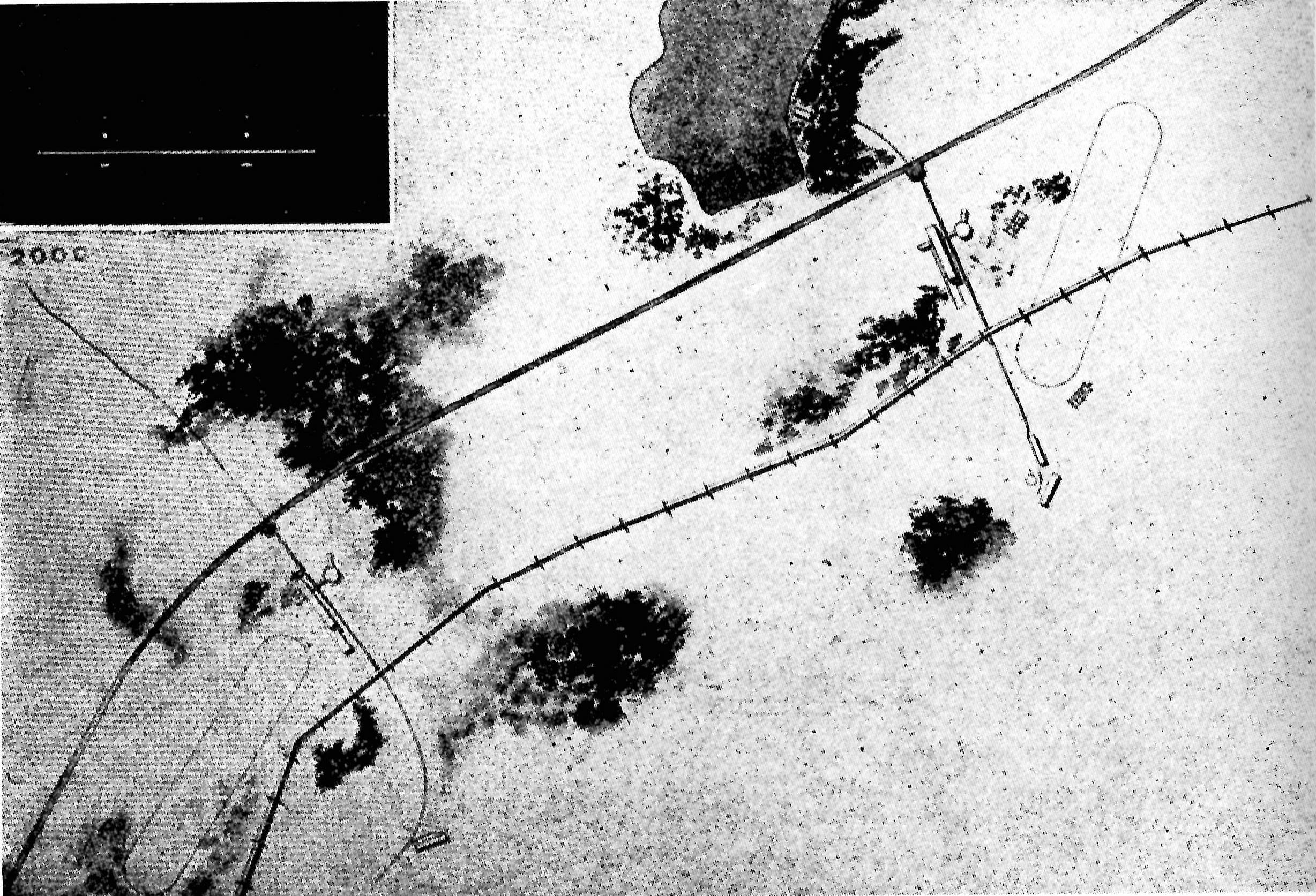
Ausschnitte der Ansiedlungslinie
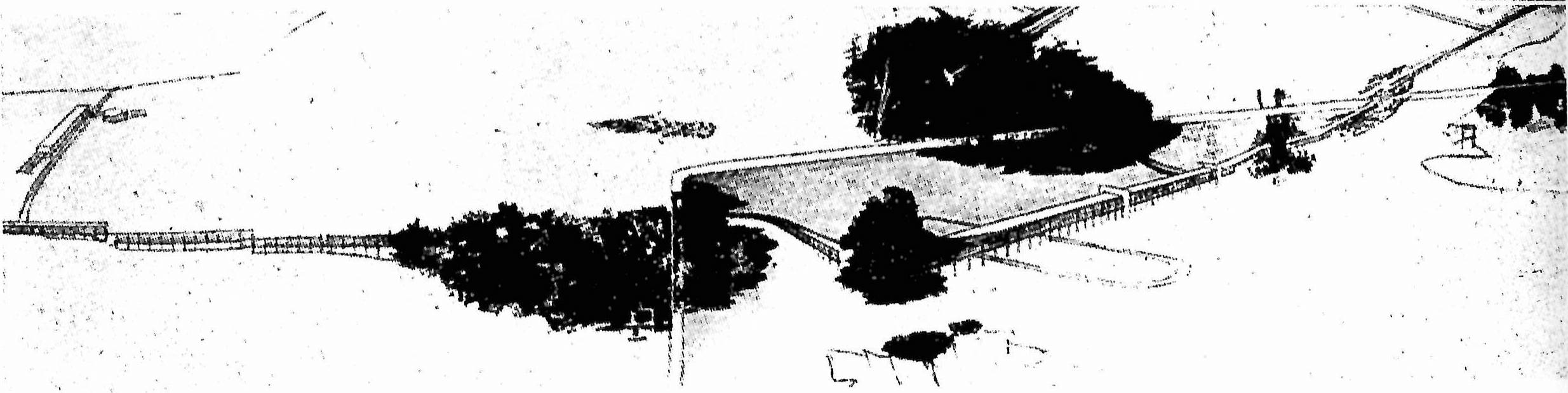
Perspektive

Der Wettbewerbsentwurf, der maßgeblich von Moissei Ginsburg und Michail Barschtsch stammte (Mitarbeiter u. a. Nikolai Sokolow), wich von den ursprünglichen Vorgaben ab und entwarfen eine Stadt für 100.000 Einwohner. Das Siedlungsband sollte entlang der Jaroslawer Chaussee verlaufen. In 200–250 Metern Entfernung befand sich ein Band von Wohneinheiten, die sich auf Pilotis über dem Erdboden befinden. Diese Wohneinheiten sollten vorfabriziert und aneinander gebaut werden.

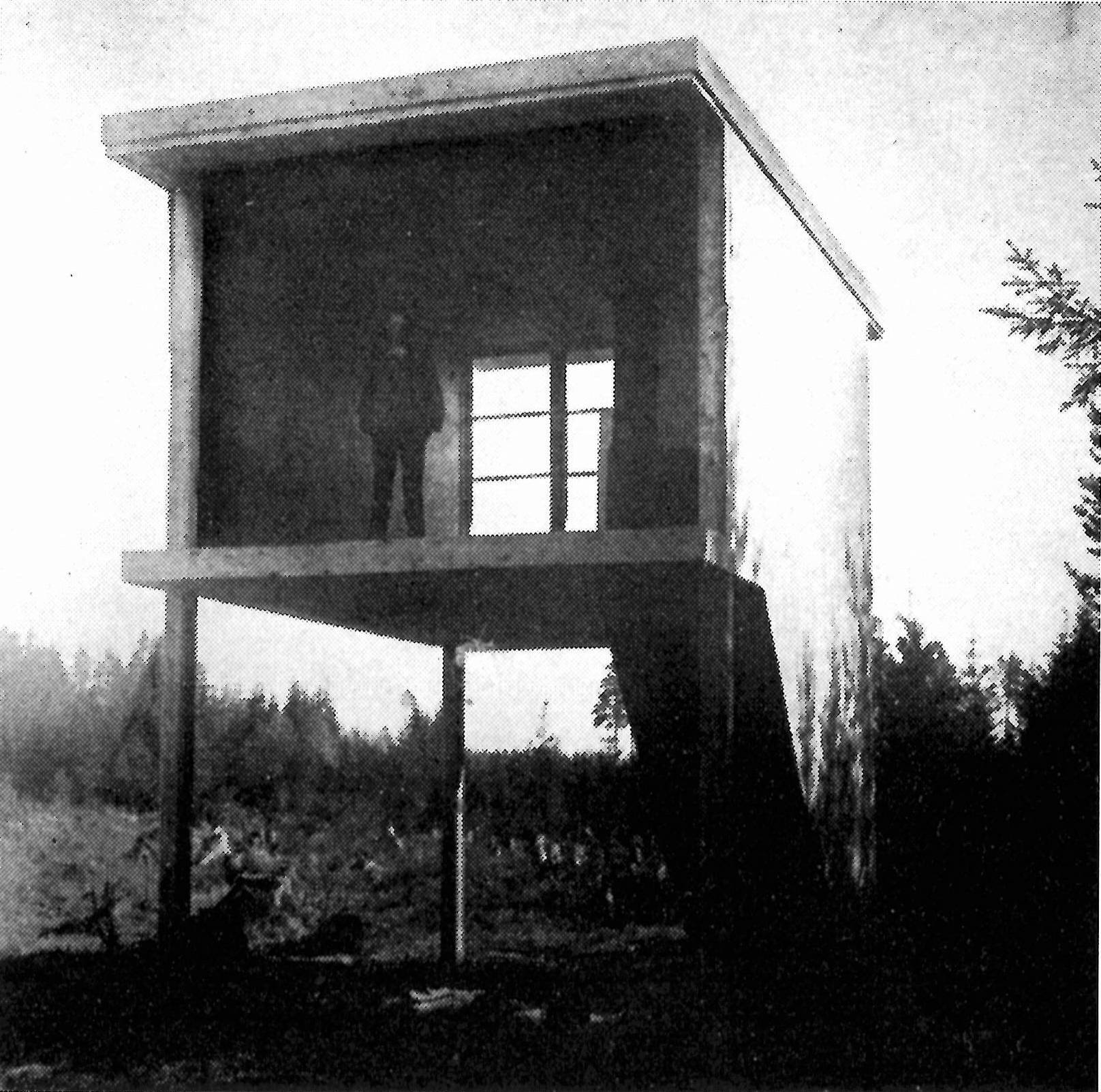
Experimentelles Modell einer Wohneinheit in natürlicher Größe (Fassade)
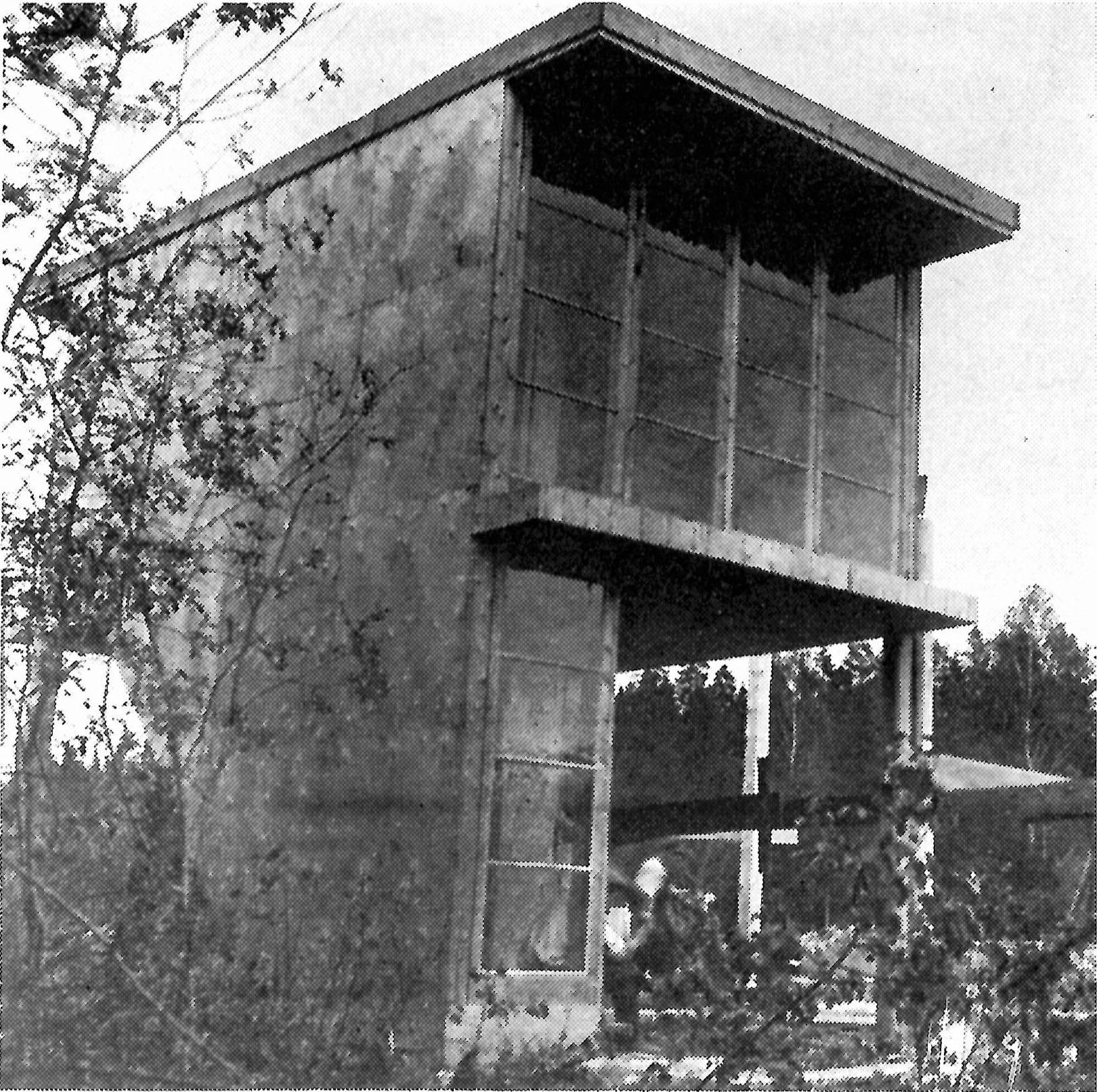
Experimentelles Modell einer Wohneinheit in natürlicher Größe (Seite)
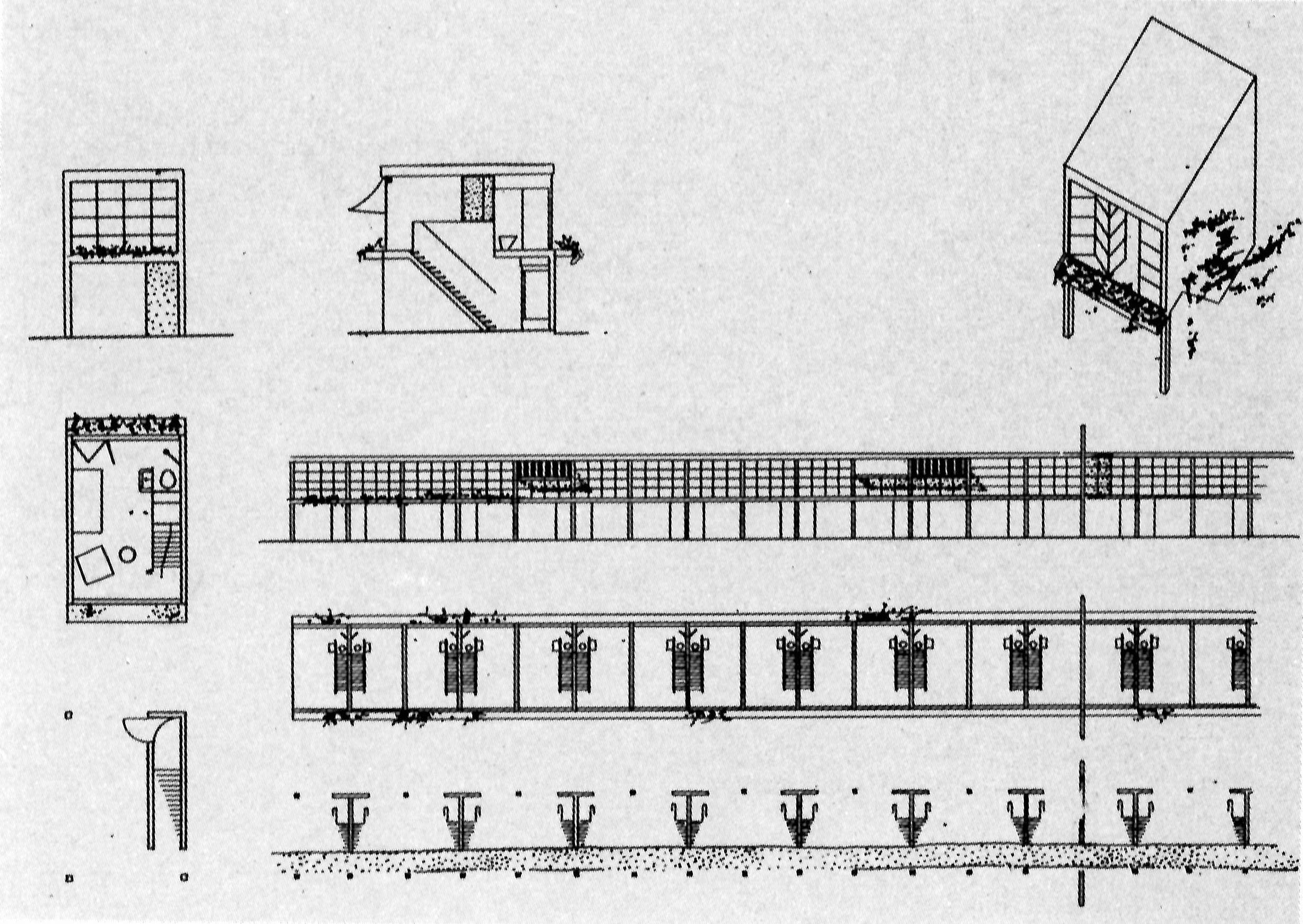
Wohneinheit – einzeln und im Block (Pläne, Fassaden, Schnitt, Axonometrie)
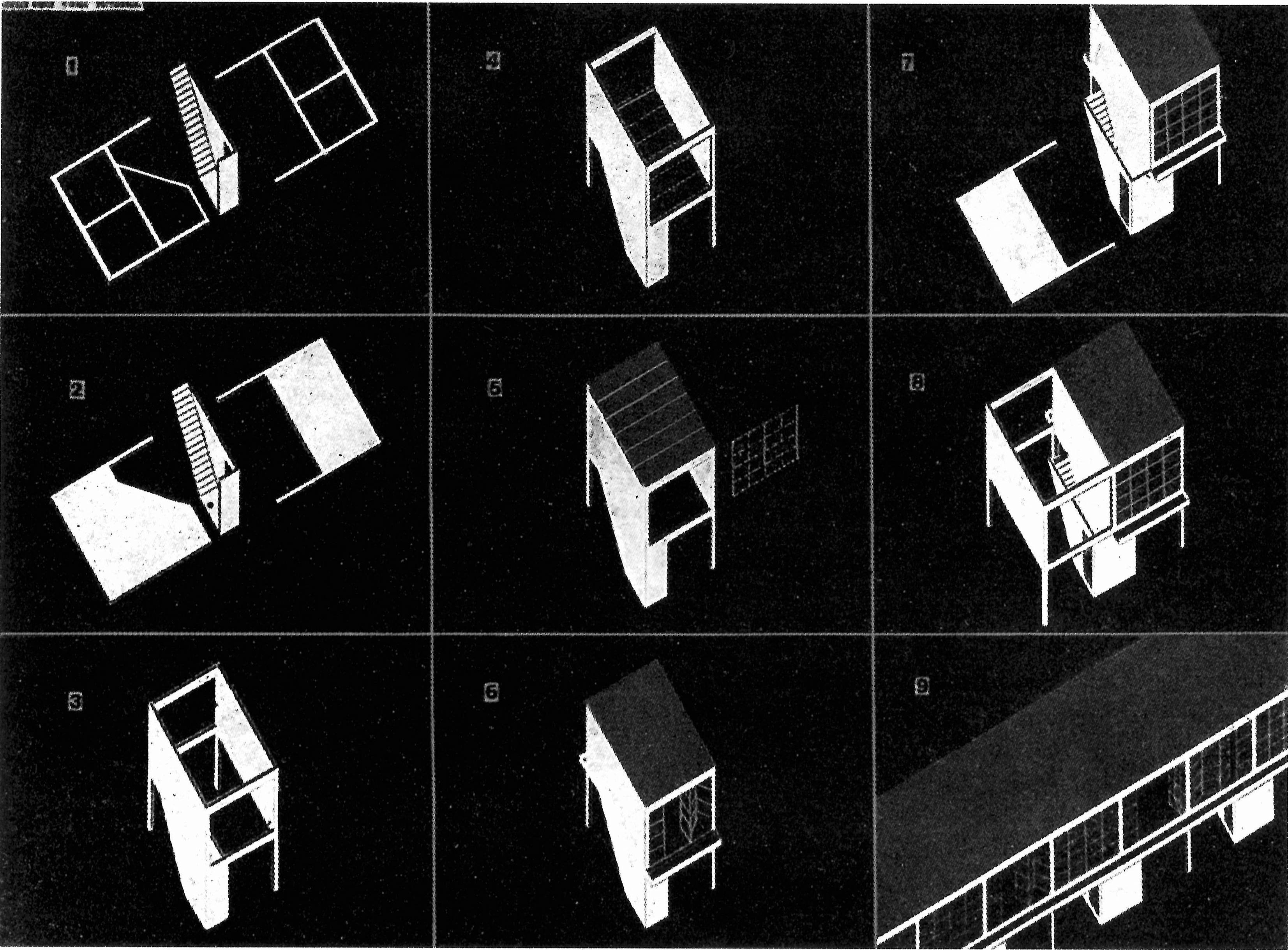
Wohneinheit. Schema der Montage

Auch Seljony Gorod verfügte über umfassende kulturelle Einrichtungen sowie Schulen und technische Lehreinrichtungen.

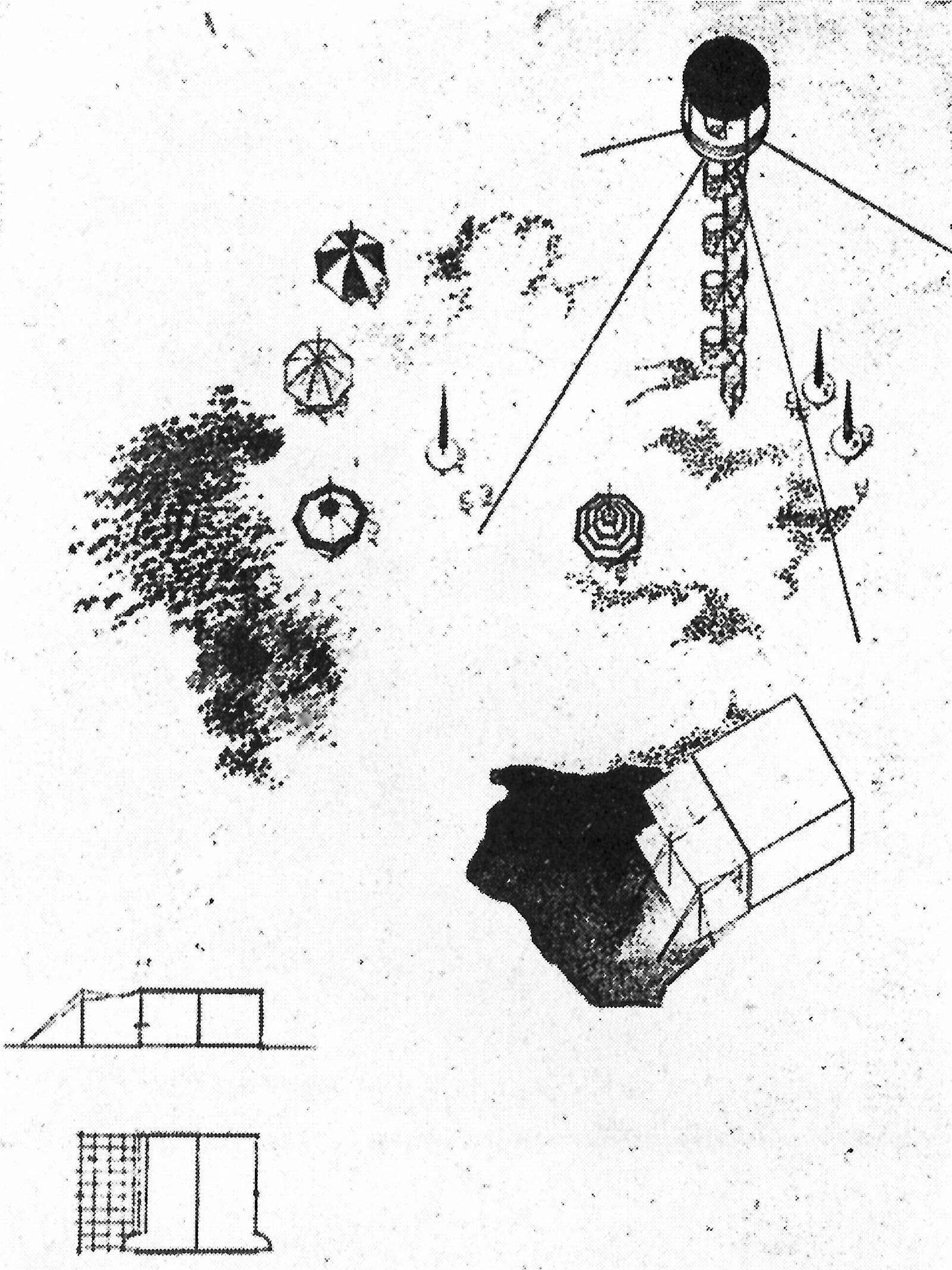
Touristenunterkunft für den Sommer
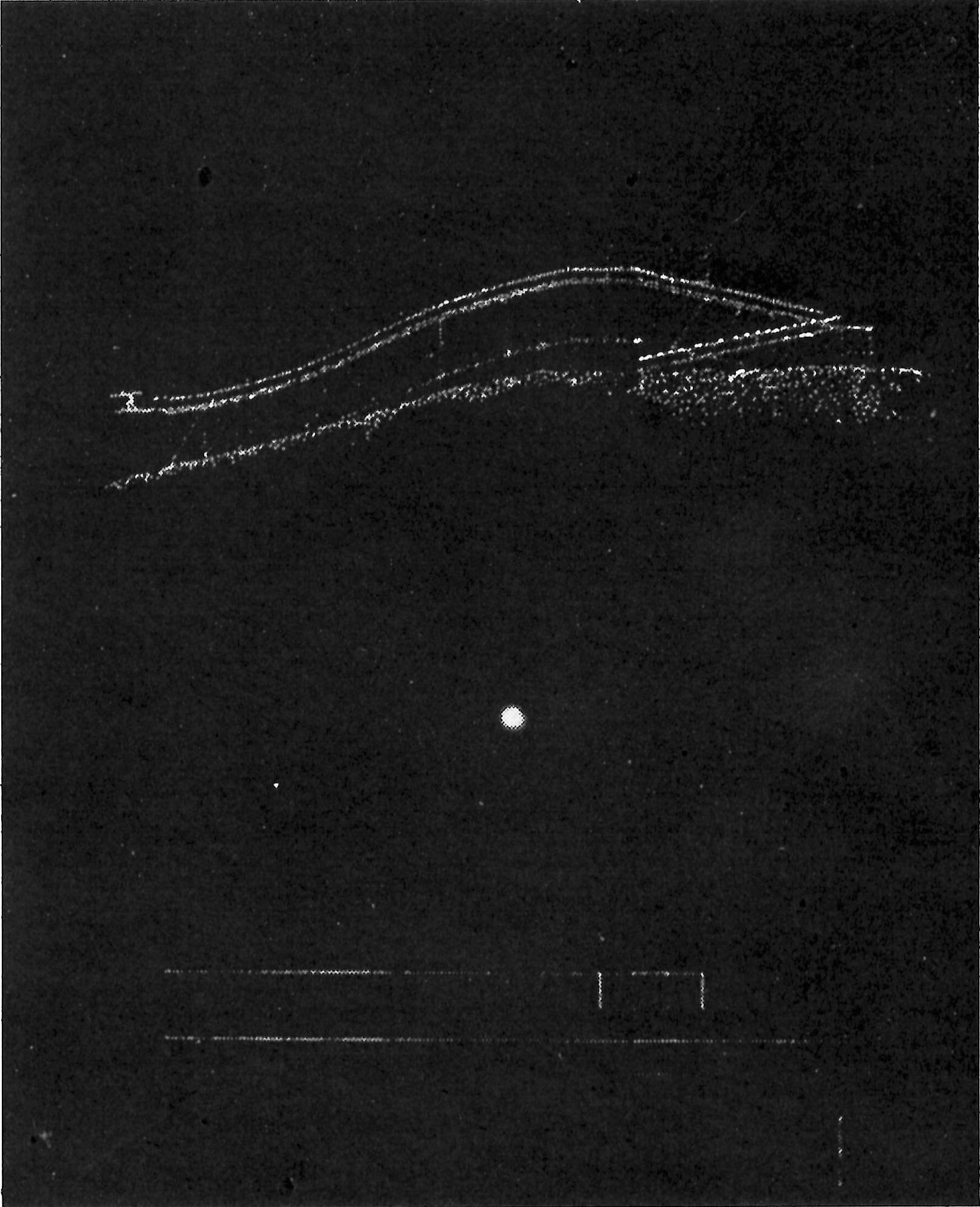
Touristenunterkunft für den Winter